# نورمان كوبر (طيار بطل)
نورمان كوبر (بالإنجليزية: Norman Cooper)‏ هو طيار بطل أمريكي، ولد في 2 أكتوبر 1888 في سكنيكتادي في الولايات المتحدة، وتوفي في ديسمبر 1960 في Pinellas ‏ في الولايات المتحدة.